# Гартфорд (Канзас)
Гартфорд (англ. Hartford) — місто (англ. city) в США, в окрузі Лайон штату Канзас. Населення — 355 осіб (2020).

## Географія
Гартфорд розташований за координатами 38°18′29″ пн. ш. 95°57′24″ зх. д. / 38.30806° пн. ш. 95.95667° зх. д. (38.308102, -95.956675).  За даними Бюро перепису населення США в 2010 році місто мало площу 0,99 км², уся площа — суходіл.

## Демографія
Згідно з переписом 2010 року, у місті мешкала 371 особа в 160 домогосподарствах у складі 98 родин. Густота населення становила 375 осіб/км².  Було 193 помешкання (195/км²).
Расовий склад населення:
| - 96,5 % — білих - 1,1 % — корінних американців - 0,3 % — чорних або афроамериканців - 0,3 % — азіатів |

До двох чи більше рас належало 1,9 %. Частка іспаномовних становила 2,2 % від усіх жителів.
За віковим діапазоном населення розподілялося таким чином: 23,5 % — особи молодші 18 років, 59,5 % — особи у віці 18—64 років, 17,0 % — особи у віці 65 років та старші. Медіана віку мешканця становила 44,6 року. На 100 осіб жіночої статі у місті припадало 109,6 чоловіків;  на 100 жінок у віці від 18 років та старших — 101,4 чоловіків також старших 18 років.
Середній дохід на одне домашнє господарство  становив 52 425 доларів США (медіана — 46 250), а середній дохід на одну сім'ю — 67 069 доларів (медіана — 59 167). За межею бідності перебувало 17,2 % осіб, у тому числі 17,3 % дітей у віці до 18 років та 7,8 % осіб у віці 65 років та старших.
Цивільне працевлаштоване населення становило 206 осіб. Основні галузі зайнятості: освіта, охорона здоров'я та соціальна допомога — 38,3 %, виробництво — 19,9 %, транспорт — 9,7 %, роздрібна торгівля — 9,2 %.